# كايا أوكونو
كايا أوكونو (奥野香耶 أوكونو كايا) هي مؤدية أصوات يابانية ولدت في 1 مارس 1991 في موريوكا، إيواته.

## أدوارها في الأنمي

### مسلسلات أنمي تلفزيونية
- ويك أب, جيرلز! - كايا كيكوما
- تنمية عشيقة مبتذلة - أزوسا ساتومي
- هندريد - كارين كيساراغي
- هاناياماتا - يايا ساسامي
- فتيات كرة الطاولة المشتعلات - ساتسكي ساساكي
- ملحمة مسيرة الموت إلى العالم الآخر - تاما

### أنمي الإنترنت
- ويك أب، جيرلزوو! - كايا

### أفلام أنمي
- ويك أب، جيرلز!: النجمات السبع - كايا كيكوما
- ويك أب، جيرلز!: ظل الشباب - كايا كيكوما
- ويك أب، جيرلز!: بيوند ذا بوتوم - كايا كيكوما

## أدوارها في الدبلجة اليابانية
- الفتيات الأخيرات - ميمي

## وصلات خارجية
- كايا أوكونو على موقع IMDb (الإنجليزية)
- كايا أوكونو على موقع ميوزك برينز (الإنجليزية)
- كايا أوكونو على موقع ديسكوغز (الإنجليزية)
- كايا أوكونو على موقع كينوبويسك (الروسية)
- كايا أوكونو على موقع ANN person (الإنجليزية)
- صفحة IMDb